# Joseph Cedar
Joseph Cedar, född 1968, är en israelisk filmregissör och manusförfattare. Hans filmer har flera gånger nominerats till en Oscar för bästa internationella långfilm.

## Filmografi (i urval)
- 2007 – Beaufort
- 2011 – Fotnot